# استندیش (حوزه سرشماری)، مین
استندیش (به انگلیسی: Standish) یک منطقهٔ مسکونی در ایالات متحده آمریکا است که در شهرستان کامبرلند، مین واقع شده‌است. استندیش ۶٫۹ کیلومتر مربع مساحت و ۴۶۹ نفر جمعیت دارد و ۱۳۱٫۹۸ متر بالاتر از سطح دریا واقع شده‌است.